# حصوين (المهرة)

تعديل مصدري - تعديل

حصوين هي مدينة يمنية تتبع محافظة المهرة، بلغ تعداد سكانها 2581 نسمة حسب الإحصاء الذي أجري عام 2004.